# 卡普蘭河
卡普蘭河（烏克蘭語：Каплань），是東歐的河流，屬於哈德日傑爾河的左支流，流經摩爾多瓦和烏克蘭的敖德薩州，河道全長42公里，流域面積276平方公里。